# 모터리제이션

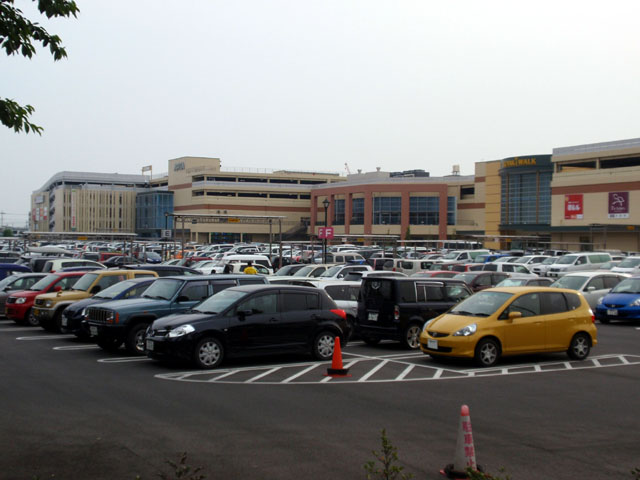

모터리제이션(Motorization)은 자동차가 사회와 대중에 널리 보급하고 생활 필수품화 되는 현상이다.